# Rock 'n' roll
Cet article concerne le style de musique des années 1950. Pour le rock dans son sens large, voir rock. Pour les autres significations, voir rock 'n' roll (homonymie).
 (décembre 2020).
Si vous disposez d'ouvrages ou d'articles de référence ou si vous connaissez des sites web de qualité traitant du thème abordé ici, merci de compléter l'article en donnant les références utiles à sa vérifiabilité et en les liant à la section « Notes et références ».
Sous-genres
Rockabilly
Genres dérivés
Rock, pop, surf music, garage rock
Le rock 'n' roll (rock and roll, rock & roll, rock'n'roll ou rock'n roll) est un genre musical populaire apparu aux États-Unis à la fin des années 1940. Il découle directement de styles musicaux tels que le gospel, le blues, le jazz, le boogie woogie, le jump blues, le rhythm and blues et la musique country. Alors que des éléments musicaux de ce qui allait devenir le rock'n'roll peuvent être entendus dans les disques de blues des années 1920 et dans les disques de country des années 1930, le genre n'a acquis son nom qu'en 1954.
Selon le journaliste Greg Kot, l'expression « rock'n'roll » fait référence à un style de musique populaire originaire des États-Unis dans les années 1950 avant son développement au milieu des années 1960, dans « le style international plus global connu sous le nom de musique rock, bien que ce dernier ait continué à être connu sous le nom de rock'n'roll ».
Dans les premiers enregistrements de rock'n'roll, le piano ou le saxophone sont généralement les instruments principaux, toutefois, entre le milieu et la fin des années 1950, ils ont été complétés ou remplacés par la guitare. Le rythme est principalement un rythme de danse avec un contre-temps accentué, qui est presque toujours fourni par la caisse claire. Le rock'n'roll classique est généralement joué avec une ou deux guitares électriques (une rythmique, une solo), une contrebasse ou après le milieu des années 1950 une guitare basse électrique, et une batterie.
Au-delà d'un simple style musical, le rock'n'roll, tel que décrit dans les films, dans les magazines et à la télévision, a influencé les modes de vie, la mode, les attitudes et la langue dans la deuxième moitié du XXe siècle.

## Histoire

### Origines du style

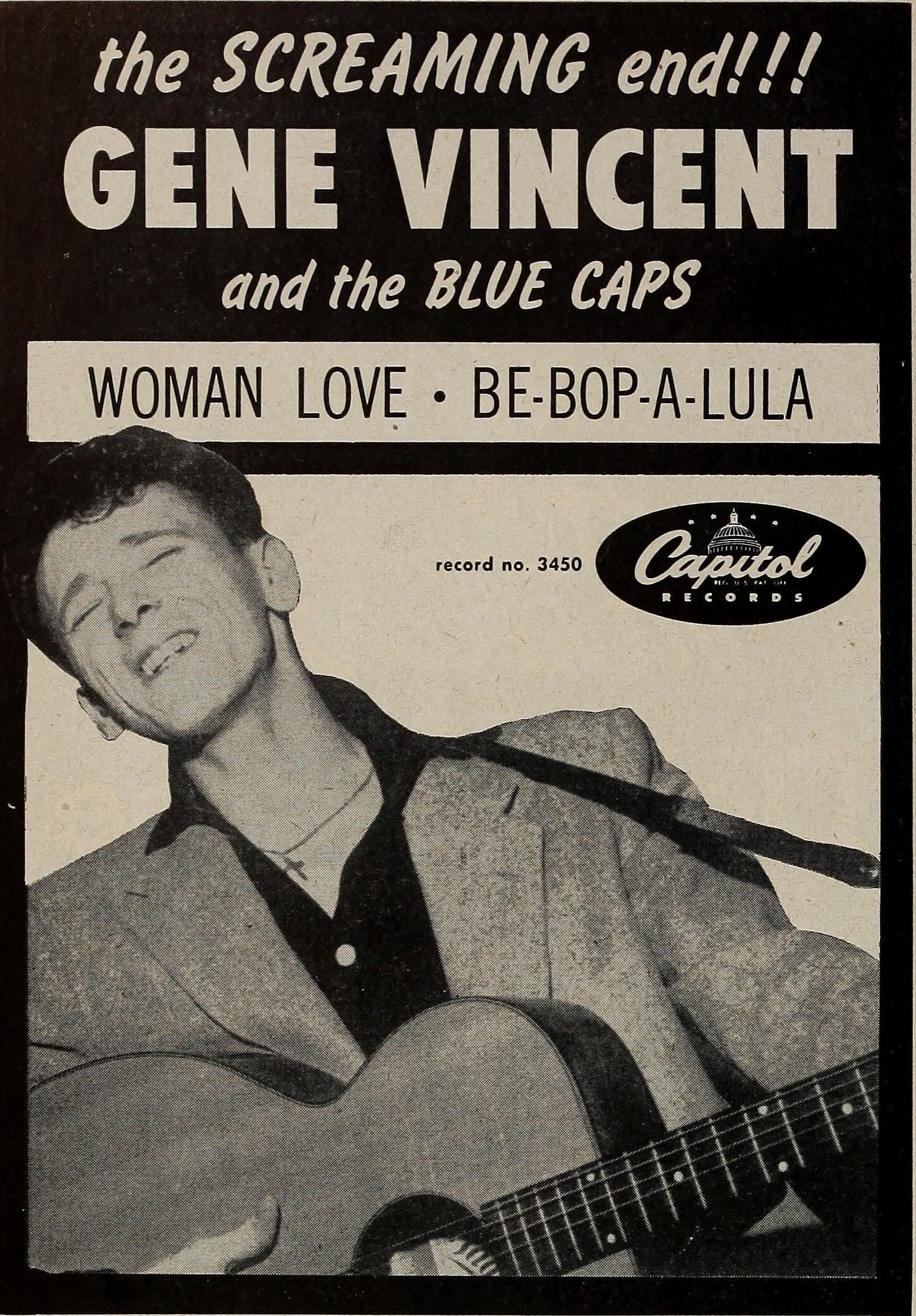
Gene Vincent, le compositeur et interprète de Be-Bop-a-Lula (1956), l'une des chansons les plus célèbres du rock'n'roll.

Le rock'n'roll s'inspire d'abord du rhythm and blues, le rythme ternaire de celui-ci étant remplacé par un rythme binaire et un tempo plus soutenu. Il faut distinguer rhythm and blues et rock'n'roll, même si la tâche paraît délicate entre la fin des années 1940 et l'année 1954.
Ce style est né de la fusion entre des dérivés du blues, et de la country.
L'étiquette rock'n'roll est utilisée, dans un premier temps, pour distinguer le rhythm and blues des Afro-Américains de celui des Blancs et ce pour des raisons liées à la politique raciale de l'époque. Il était inadmissible que la musique des artistes blancs se retrouve dans les mêmes bacs chez les disquaires que celle dite « ethnique » (afro-américaine). La communauté blanche, majoritaire, qui ne fréquente pas les night-clubs des déshérités, mais plutôt les petits bals champêtres ou les concerts country, rejette ce style musical considéré comme barbare, voire subversif. Les principaux précurseurs sont Big Joe Turner, Louis Jordan, Arthur Crudup, Wynonie Harris, John Lee Hooker, Fats Domino, mais aussi des femmes comme Rosetta Tharpe, Big Mama Thornton, ou Albennie Jones (en).
On trouve les premières traces enregistrées à la fin des années 1940, dans la musique du jazz-man Louis Jordan et de la blues-woman Rosetta Tharpe.

### Origines de l’appellation

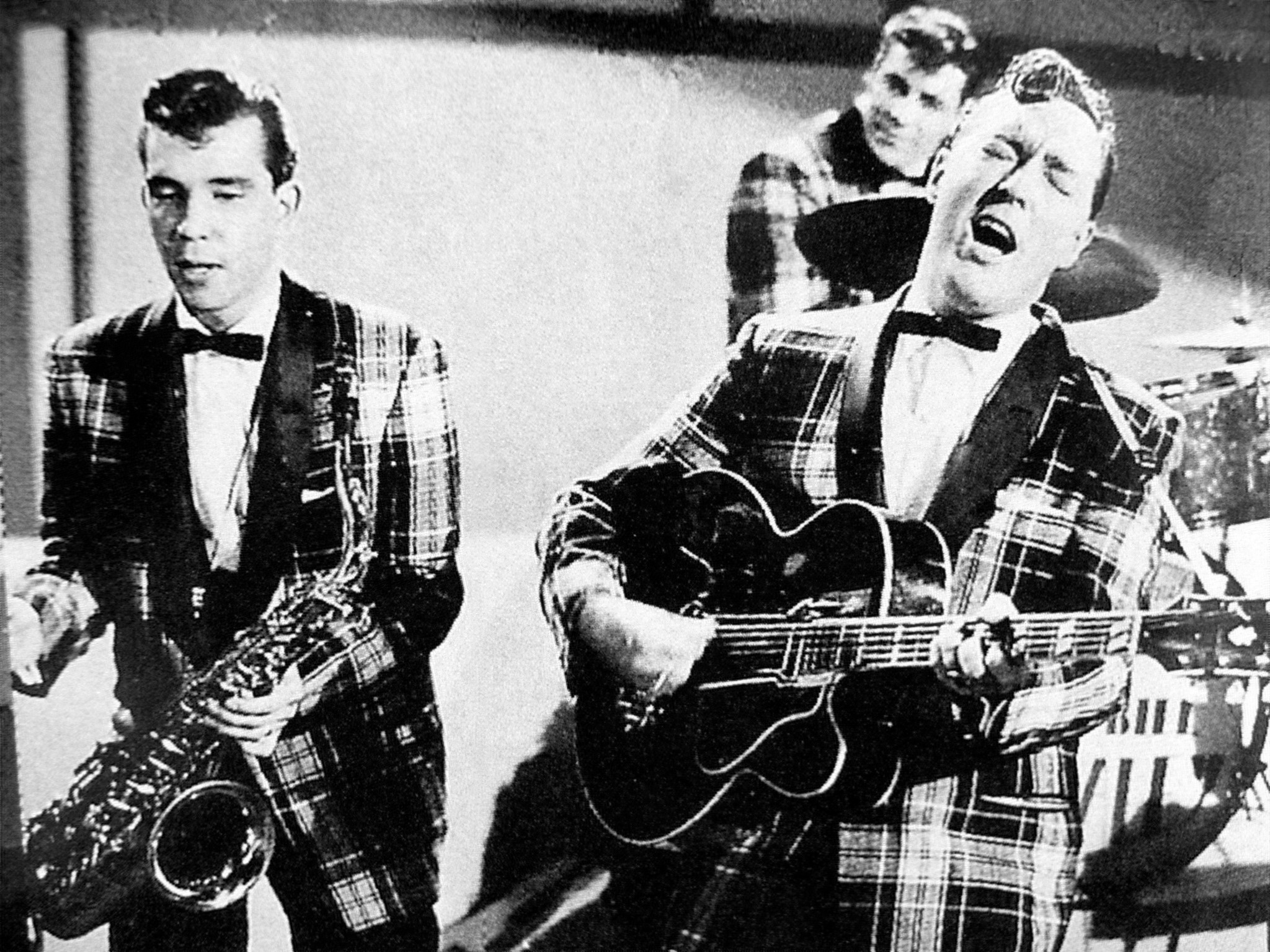
Bill Haley et ses Comets chantant Rock Around the Clock à la télévision américaine en 1955.

En 1951, le disc jockey Alan Freed anime une émission de radio appelée Moondog's Rock And Roll Party. Il s'agit de la première diffusion du rock'n'roll à une large audience. C'est lui qui donne son nom au rock'n'roll en reprenant une expression que l'on retrouve depuis la fin des années 1920 dans certaines chansons de rhythm and blues ou de jazz et qui signifie littéralement en argot « danser », ou « faire l'amour ».
Le terme « rockabilly » désigne la première forme historiquement identifiable de rock'n'roll, il s’agit essentiellement du croisement de rhythm and blues et de musique country. Elvis Presley, Bill Haley et Carl Perkins sont trois précurseurs chez les chanteurs blancs. Elvis Presley représente l'artiste contesté qui fait de la musique de Noirs (style plus agressif et sensuel), considérée à l'époque comme diabolique par l'élite blanche (l'Establishment). Il subit à plusieurs reprises la censure notamment au Ed Sullivan Show où on le filme au-dessus de la ceinture à cause de ses déhanchements. Presley, surnommé The King (« Le Roi » du rock'n'roll), enregistre ce qui est probablement l'un des tout premiers morceaux de rockabilly avec That's All Right (Mama) en 1954.

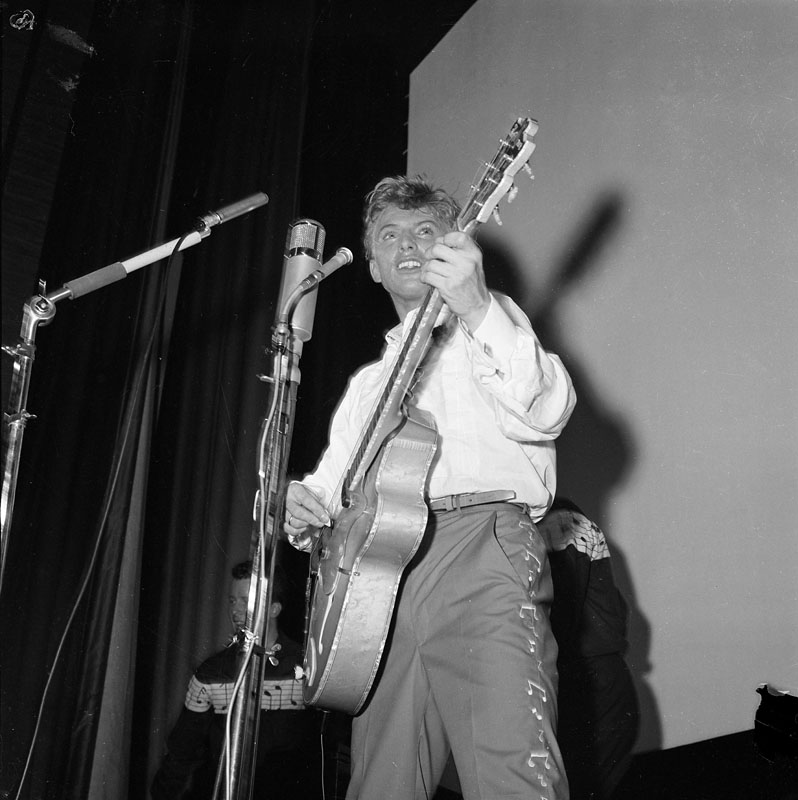
Tommy Steele, un des premiers rock and rollers britanniques sur scène à Stockholm en 1957.

Fats Domino, Little Richard et Chuck Berry, musiciens noirs, sont alors les principaux piliers créatifs du rock' n' roll, mais c'est Bill Haley and His Comets qui signent en 1955 officiellement le premier numéro 1 du rock'n'roll avec le titre Rock Around the Clock (reprise de Sonny Dae and His Knights, 1952), d'un style très simplifié et facilement assimilable pour la jeunesse, nouvelle classe sociale émergente dans l'après-guerre.
Ce premier tube de l'histoire du rock'n'roll qui figure au générique du film Graine de violence est numéro 1 des hit-parades aux États-Unis (8 semaines) et au Royaume-Uni (3 semaines) en 1955. Quelques mois plus tard en 1956, Hound Dog (avec Don't Be Cruel en face B) de Presley le bat en vente de disques et en nombre de semaines (11) numéro 1 aux États-Unis, ce qui en fait la chanson de rock'n'roll la plus populaire de tous les temps. Buddy Holly, Jerry Lee Lewis, Eddie Cochran et Gene Vincent s'engouffrent dans la brèche. Les musiciens noirs restent très actifs grâce à Chuck Berry et Bo Diddley tout particulièrement. Cette même année, Little Richard sur son premier 33 tours enregistre quatre des plus grands standards du rock : Tutti Frutti, Long Tall Sally, Rip It Up et Ready Teddy. Ces artistes afro-américains influenceront définitivement l'univers du rock'n'roll par leurs compositions mais aussi par leurs jeux de scènes révolutionnaires. Chuck Berry marque le rock avec son titre Johnny B. Goode en 1957. Le titre est repris par plusieurs générations de rockers, d'Elvis Presley à AC/DC en passant par les Beatles. Son jeu de scène et ses pas de danse sont repris également par ses successeurs. Les Rolling Stones s'inspireront largement de son style. Gene Vincent quant à lui sort Be-Bop-A-Lula, un tube mondial qui atteindra la 7ème place du Billboard. Il est accompagné par son groupe : Gene Vincent and the Blue Caps.

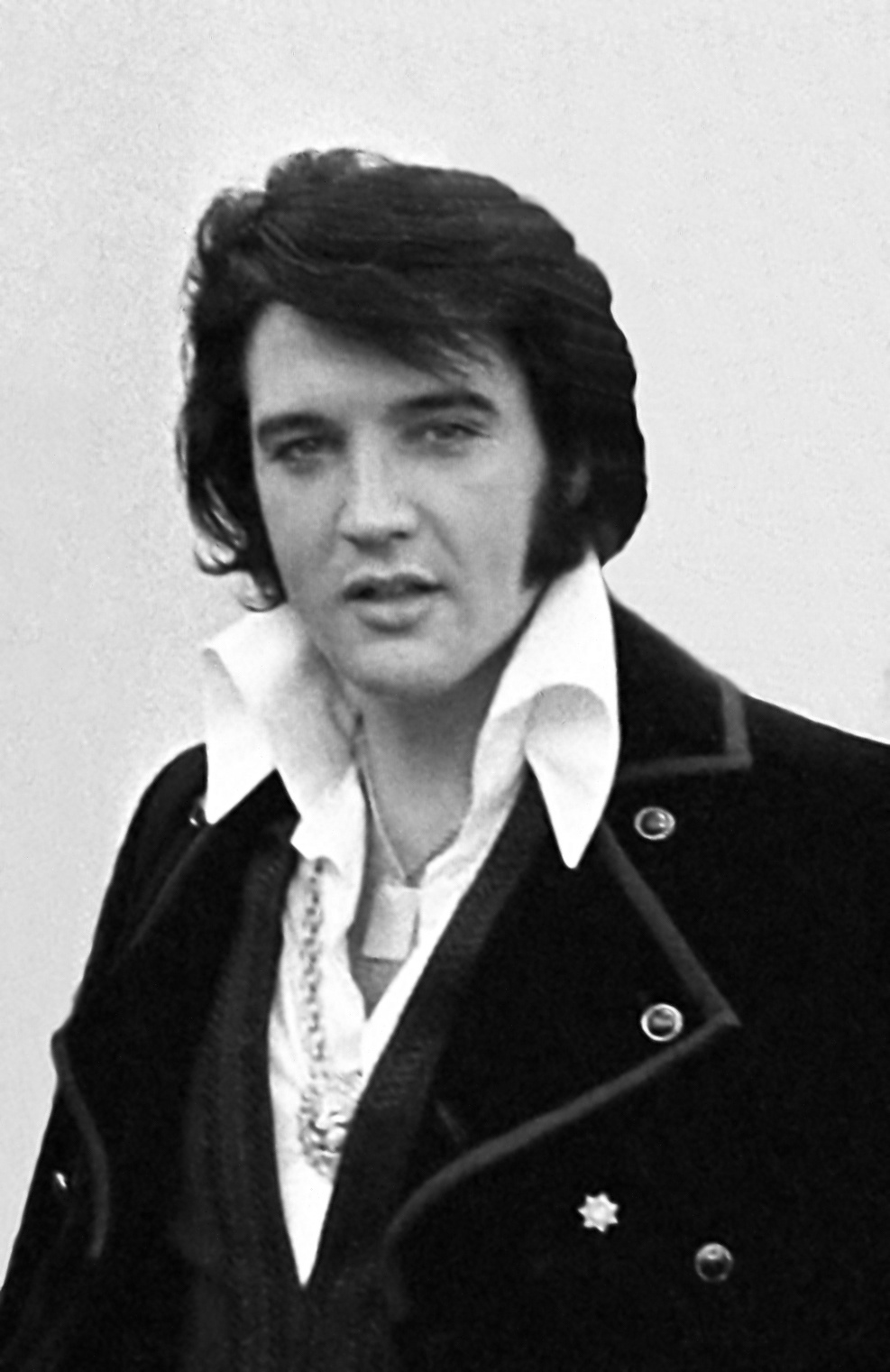
Elvis Presley en 1970.

Le rock'n'roll, ostensiblement rebelle et énergiquement indépendant, provoque un mouvement de rejet de la part de la bonne société américaine qui croit avoir triomphé de ce mouvement en 1959. On annonce alors la mort du rock'n'roll et il est vrai qu’aux États-Unis, le mouvement semble s'essouffler. Les chanteurs sont désormais très consensuels, Elvis Presley est institutionnalisé, cantonné aux ballades et au gospel, et semble-t-il plus intéressé par sa carrière au cinéma que par la musique, Gene Vincent s'est exilé en Europe... Le rock'n'roll continue cependant de se développer sous des formes plus locales et confidentielles comme la surf music de la côte ouest ou le garage au nord. Vers la fin des années 1950 et le début des années 1960, on entend de plus en plus de titres de rock'n'roll plus « sages », plus « doux », et qui vont engendrer la musique pop : The Everly Brothers : All I Have To Do Is Dream en 1958, Johnny Burnette : Dreamin et You're Sixteen en 1960 (composée par les Frères Sherman), Del Shannon : Runaway en 1961, Brian Hyland : Sealed with a Kiss en 1962, ou encore Lee Dorsey avec Ya Ya en 1962.
Le « pur » rock'n'roll et rockabilly tend à disparaître, hormis quelques rares tubes comme (Oh!) Pretty Woman de Roy Orbison en 1964 et Wooly Bully de Sam the Sham and the Pharaohs en 1965. Les premiers émules d'Elvis Presley apparaissent, comme Cliff Richard, et de petites formations se multiplient pour les imiter. L'influence américaine de Chuck Berry est profonde. Au passage cependant, le rock'n'roll s'acclimate et The Shadows, qui accompagnent Cliff Richard, initient le nouvel archétype de la formation rock : la contrebasse disparaît au profit de la guitare basse, deux guitaristes se répartissent les tâches de la rythmique et des « chorus ». Les groupes britanniques s'éloignent ainsi rapidement du modèle américain pour créer une musique originale que les francophones appellent « rock britannique ».
Les Beatles accentuent le travail sur la mélodie et les harmonies vocales et donnent naissance à la musique pop tandis que le mouvement du « British Blues Boom » retourne aux racines blues, privilégiant des rythmes syncopés et des sonorités plus agressives. Les Rolling Stones émergent comme le fer de lance de ce rock britannique. Des branches parallèles se multiplient alors : des groupes tels que The Who, The Troggs, The Small Faces et The Kinks développent le mouvement mod, tandis que The Animals ou The Yardbirds créent un blues rock britannique. La richesse de la création britannique est florissante et impose définitivement au niveau mondial un genre musical qui devient emblématique de la seconde moitié du XXe siècle.

### Déclin

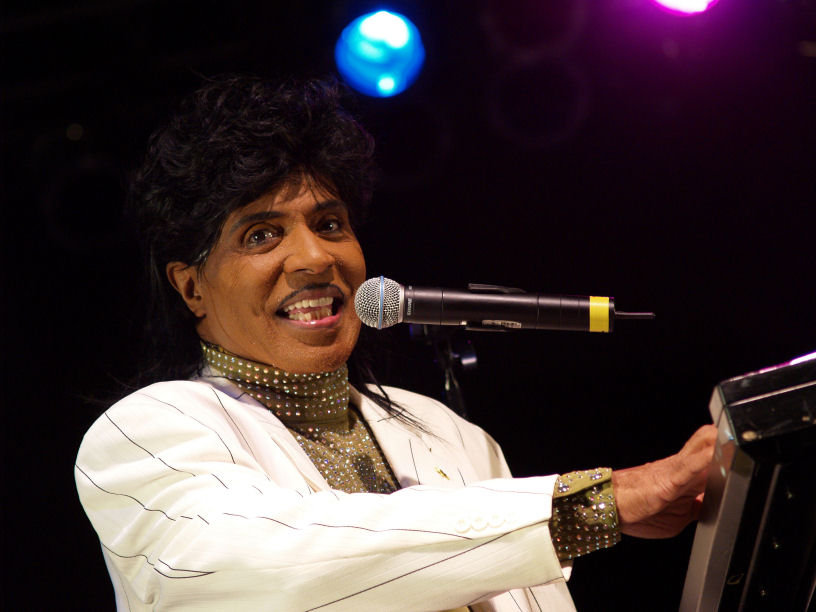
Little Richard sur scène en 2007.

À la fin des années 1950, on constate un certain déclin du rock'n'roll. Depuis 1959 et la mort de Buddy Holly, Big Bopper et Richie Valens dans un accident d'avion, le retrait de Little Richard qui devint pasteur, les poursuites judiciaires contre Jerry Lee Lewis et Chuck Berry, Gene Vincent qui s'exile en Europe, ainsi que les déboires de la payola, ont entraîné la fin de l'époque où le rock'n'roll était très à la mode. Le départ d'Elvis Presley en Allemagne pour effectuer son service militaire (1958-1960), marque symboliquement la fin de cet âge d'or.
S'engage également le processus décrit comme la « féminisation » du rock'n'roll, avec le hit-parade dominé peu à peu par des chansons d'amour, principalement à destination d'une audience féminine, et la multiplication des groupes populaires constitués de femmes (girl groups), tels que The Shirelles et The Crystals.
De nombreux historiens musicaux ont également expliqué cette chute par les créations importantes et innovatrices construites sur le rock'n'roll à cette période, parmi lesquelles l'enregistrement multipiste développé par Les Paul et le traitement électronique du son par des innovateurs tels que Joe Meek et Phil Spector (avec l'effet Wall of Sound), qui ont accéléré le déclin du rock'n'roll dans les hit-parades et entraîné la montée en puissance de la surf music, du garage rock et l'engouement pour le twist.

### Une renaissance perpétuelle
Dans les années 1970-1980, de nouveaux chanteurs et de nouveaux groupes donnent un second souffle au vieux rockabilly des années 1950 et à ses valeurs (fidélité en amitié, intégrité rebelle, non-conformisme, etc.). De nombreux jeunes, nostalgiques, ressortent les Perfectos et les Blue Jeans élimés en se recoiffant avec la banane, et manifestent le même état d'esprit que les pionniers. Ainsi Burt Blanca, Robert Gordon, les Stray Cats, puis des groupes comme AC/DC, Motörhead, etc. moins typés mais à l'allure tout aussi anticonformiste, qui revendiquent le fait de jouer du rock'n'roll. Une attitude engagée au XXe siècle et poursuivie au début du XXIe siècle avec des artistes comme Nick Waterhouse, ou Mustang, Radio Elvis.

## Dans la fiction

### Cinéma et télévision
- Dans les années 1950, de nombreux films exploitent la mode du rock 'n' roll, en utilisant cette musique dans la bande son, comme Graine de violence de Richard Brooks, dans lequel on peut entendre Rock Around the Clock de Bill Haley[9], ou en faisant tourner les chanteurs comme Elvis Presley, Chuck Berry, Little Richard, Gene Vincent… C'est le cas notamment, de La Blonde et moi de Frank Tashlin[10], Le Cavalier du crépuscule (Love Me Tender) de Robert D. Webb ou Rock, Rock, Rock! de Milton Subotsky[11].
- Dans les années 1960, les films Help!, A Hard Day's Night, Magical Mystery Tour et Yellow Submarine mettent en scène les Beatles[11].
- American Graffiti de George Lucas en 1973, suit une bande de lycéens dans les années 1950 sur fond de musique rock 'n' roll[12].
- La série Happy Days, diffusée à partir de 1974, met en vedette un groupe d'étudiants dans une petite ville des États-Unis dans les années 1950. Le personnage de Fonzie porte un blouson de cuir, une banane, et roule en moto.
- Grease de Randal Kleiser (1978), avec John Travolta et Olivia Newton-John, est une comédie musicale dont l'action se passe dans les années 1950. Travolta y est vêtue de la panoplie complète du rocker.
- Le Roman d'Elvis de John Carpenter en 1979, avec Kurt Russell dans le rôle du King.
- Le Temps du rock'n'roll (The Idolmaker) de Taylor Hackford (1980).
- The Buddy Holly Story de Steve Rash en 1978, est un film biographique sur Buddy Holly[11].
- American Hot Wax de Floyd Mutrux en 1978, sur la vie d'Alan Freed, avec Chuck Berry, Jerry Lee Lewis et Screamin' Jay Hawkins dans leurs propres rôles[12].
- Dans Retour vers le futur de Robert Zemeckis, le héros Marty McFly, « de retour » en novembre 1955, interprète au bal du lycée Johnny B. Goode de Chuck Berry, un titre qui ne sort réellement que deux ans et quatre mois plus tard, en mars 1958. Voyant les jeunes gens présents d'abord envoûtés puis choqués par son interprétation qui finit en solo de heavy metal, il leur dit qu’ils ne sont pas encore prêts pour ce genre de musique, mais que leurs enfants adoreront. Durant l’interprétation de la chanson, un des musiciens, Marvin Berry, téléphone à son cousin, un certain Chuck, afin de lui faire écouter le morceau, car ce dernier cherche un son « nouveau » dans le monde de la musique.
- Absolute Beginners de Julien Temple, en 1986, est un film musical sur l'émergence du rock 'n' roll en 1958, avec David Bowie et Ray Davies.
- La Bamba de Luis Valdez en 1987, raconte la vie de Ritchie Valens[11].
- Great Balls of Fire! de Jim McBride en 1988, biographie de Jerry Lee Lewis.
- Dans Code Quantum (Quantum Leap), série américaine, épisode 6, saison 2 Good Morning, Peoria (1989), Sam Becket incarne un DJ qui doit faire accepter le rock'n'roll à la communauté de Peoria, une ville très conservatrice. En effet, il doit empêcher la fermeture de la station de radio dans laquelle il travaille. Sam rencontre le chanteur Chubby Checker qui y joue son propre rôle.
- Presque célèbre (Almost Famous), film américain réalisé par Cameron Crowe, sorti en 2000.
- Good Morning England (The Boat That Rocked ou Pirate Radio), film germano-franco-britannique écrit et réalisé par Richard Curtis, sorti en 2009.
- Pop Redemption, film français réalisé par Martin Le Gall avec Julien Doré, sorti en 2013.
- Elvis de Baz Luhrmann en 2022, sur les relations entre le King et le colonel Parker.